# Экваториальная Гвинея на летних Олимпийских играх 1984
Экваториальная Гвинея принимала участие в Летних Олимпийских играх 1984 года в Лос-Анджелесе (США) в первый раз за свою историю, но не завоевала ни одной медали.